# كاثلين كولينز (ممثلة)
كاثلين كولينز (بالإنجليزية: Kathleen Collins)‏ هي ممثلة أمريكية، ولدت في 1903 في سان أنطونيو في الولايات المتحدة، وتوفيت في 24 سبتمبر 1994.

## وصلات خارجية
- كاثلين كولينز (ممثلة) على موقع IMDb (الإنجليزية)
- كاثلين كولينز (ممثلة) على موقع قاعدة بيانات الفيلم (الإنجليزية)